# Tolna sypnoides
Espèce
Synonymes
- Achaea sypnoides Butler, 1878
- Dysgonia meandrica Saalmüller, 1891
- Ophiusa daedalea Mabille, 1878
- Tolna daedalea (Mabille, 1878)
- Tolna meandrica  (Saalmüller, 1891)

Tolna sypnoides est une espèce de lépidoptères (papillons) de la famille des Erebidae.

## Distribution
Cette espèce est connue du Nigeria, du Sierra Leone, du Ghana, d'Afrique du Sud, de Madagascar et d'autres îles de l'océan Indien.

## Description
L'imago a une envergure d'environ 70 mm. 

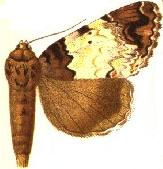
Mâle.
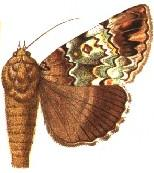
Femelle.

## Biologie
La chenille se nourrit du manguier (Mangifera indica) et du faux-poivrier (Schinus terebinthifolius), tous deux de la famille des Anacardiaceae.

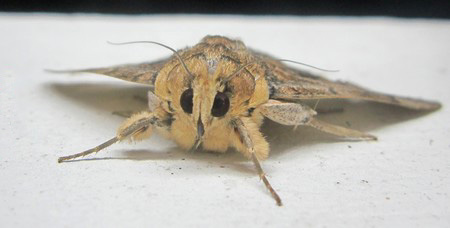
Vue de face.
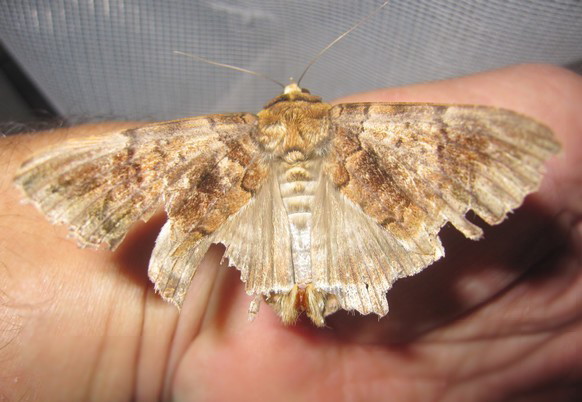
Vue de dos.
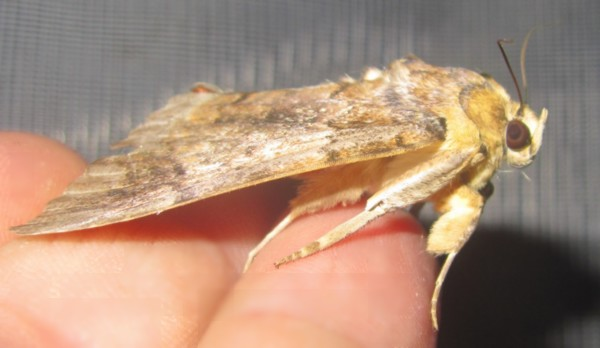
Vue de profil.